# Atletismo nos Jogos Pan-Americanos de 2015 - 100 m masculino
A competição dos 100 m rasos masculino foi um dos eventos do atletismo nos Jogos Pan-Americanos de 2015, em Toronto. Foi disputada no Estádio CIBC de Atletismo Pan e Parapan-Americano entre os dias 21 e 22 de julho.

## Calendário
Horário local (UTC-4).
| Data        | Horário | Fase          |
| ----------- | ------- | ------------- |
| 21 de julho | 11:10   | Eliminatórias |
| 22 de julho | 18:50   | Semifinal     |
| 22 de julho | 20:50   | Final         |

## Medalhistas
| Ouro   | CAN Andre De Grasse |
| Prata  | BAR Ramon Gittens   |
| Bronze | SKN Antoine Adams   |

## Recordes
Recordes mundial e pan-americano antes da disputa dos Jogos Pan-Americanos de 2015.
| Tipo                             | Atleta      | Tempo | Local       | Data                  |
| -------------------------------- | ----------- | ----- | ----------- | --------------------- |
|                                  | Usain Bolt  | 9.58  | Berlim      | 16 de agosto de 2009  |
| Recorde dos Jogos Pan-Americanos | Kim Collins | 10.00 | Guadalajara | 24 de outubro de 2011 |

## Resultados

### Eliminatórias
| Colocação | Bateria | Atleta                | Nacionalidade             | Tempo | Vento | Notas |
| --------- | ------- | --------------------- | ------------------------- | ----- | ----- | ----- |
| 1         | 3       | Keston Bledman        | TTO Trinidad e Tobago     | 9.95  | +2.8  | Q     |
| 2         | 3       | Remontay McClain      | USA Estados Unidos        | 9.99  | +2.8  | Q     |
| 2         | 2       | BeeJay Lee            | USA Estados Unidos        | 9.99  | +3.3  | Q     |
| 4         | 2       | Ramon Gittens         | BAR Barbados              | 10.03 | +3.3  | Q     |
| 5         | 1       | Andre De Grasse       | CAN Canadá                | 10.06 | +1.9  | Q     |
| 6         | 1       | Jason Livermore       | JAM Jamaica               | 10.09 | +1.9  | Q     |
| 7         | 2       | Antoine Adams         | SKN São Cristóvão e Neves | 10.11 | +3.3  | Q     |
| 8         | 3       | Shavez Hart           | BAH Bahamas               | 10.13 | +2.8  | Q     |
| 9         | 1       | Kemar Hyman           | CAY Ilhas Cayman          | 10.14 | +1.9  | Q     |
| 9         | 1       | Yancarlos Martínez    | DOM República Dominicana  | 10.14 | +1.9  | Q,    |
| 9         | 2       | Sheldon Mitchell      | JAM Jamaica               | 10.14 | +3.3  | Q     |
| 12        | 1       | Daniel Bailey         | ANT Antígua e Barbuda     | 10.16 | +1.9  | q     |
| 13        | 3       | Levi Cadogan          | BAR Barbados              | 10.18 | +2.8  | Q     |
| 13        | 2       | Reynier Mena          | CUB Cuba                  | 10.18 | +3.3  | q     |
| 15        | 3       | Stanly del Carmen     | DOM República Dominicana  | 10.19 | +2.8  | q     |
| 16        | 3       | Darrell Wesh          | HAI Haiti                 | 10.24 | +2.8  | q     |
| 17        | 1       | Vítor Hugo dos Santos | BRA Brasil                | 10.31 | +1.9  |       |
| 18        | 1       | Brijesh Lawrence      | SKN São Cristóvão e Neves | 10.31 | +1.9  |       |
| 19        | 2       | Diego Palomeque       | COL Colômbia              | 10.44 | +3.3  |       |
| 20        | 1       | Johnathan Farquharson | BAH Bahamas               | 10.48 | +1.9  |       |
| 21        | 2       | Marcus Duncan         | TTO Trinidad e Tobago     | 10.52 | +3.3  |       |
| 22        | 3       | Adam Harris           | GUY Guiana                | DNF   |       |       |
| 22        | 1       | Rolando Palacios      | HON Honduras              | DSQ   |       |       |
| 22        | 2       | Gavin Smellie         | CAN Canadá                | DSQ   |       |       |
| 22        | 3       | José Carlos Moreira   | BRA Brasil                | DSQ   |       |       |

### Semifinal
| Colocação | Bateria | Atleta             | Nacionalidade             | Tempo | Vento | Notas |
| --------- | ------- | ------------------ | ------------------------- | ----- | ----- | ----- |
| 1         | 2       | Andre De Grasse    | CAN Canadá                | 9.97  | +2.2  | Q     |
| 2         | 2       | Antoine Adams      | SKN São Cristóvão e Neves | 10.05 | +2.2  | Q     |
| 3         | 1       | Keston Bledman     | TTO Trinidad e Tobago     | 10.10 | +1.5  | Q     |
| 3         | 2       | Jason Livermore    | JAM Jamaica               | 10.10 | +2.2  | Q     |
| 5         | 1       | Remontay McClain   | USA Estados Unidos        | 10.11 | +1.5  | Q     |
| 6         | 1       | Ramon Gittens      | BAR Barbados              | 10.15 | +1.5  | Q,    |
| 6         | 2       | BeeJay Lee         | USA Estados Unidos        | 10.15 | +2.2  | q     |
| 8         | 2       | Levi Cadogan       | BAR Barbados              | 10.16 | +2.2  | q     |
| 9         | 1       | Kemar Hyman        | CAY Ilhas Cayman          | 10.17 | +1.5  |       |
| 9         | 2       | Yancarlos Martínez | DOM República Dominicana  | 10.17 | +2.2  |       |
| 11        | 2       | Shavez Hart        | BAH Bahamas               | 10.18 | +1.5  |       |
| 12        | 2       | Reynier Mena       | CUB Cuba                  | 10.23 | +2.2  |       |
| 13        | 1       | Darrell Wesh       | HAI Haiti                 | 10.32 | +1.5  |       |
| 14        | 1       | Sheldon Mitchell   | JAM Jamaica               | 10.35 | +1.5  |       |
| 15        | 1       | Daniel Bailey      | ANT Antígua e Barbuda     | DSQ   |       |       |
| 15        | 1       | Stanly del Carmen  | DOM República Dominicana  | DSQ   |       |       |

### Final
Vento: +1.1
| Colocação         | Faixa | Atleta           | Nacionalidade             | Tempo | Notas                |
| ----------------- | ----- | ---------------- | ------------------------- | ----- | -------------------- |
| Medalha de ouro   | 5     | Andre De Grasse  | CAN Canadá                | 10.05 |                      |
| Medalha de prata  | 7     | Ramon Gittens    | BAR Barbados              | 10.07 | Recorde da temporada |
| Medalha de bronze | 3     | Antoine Adams    | SKN São Cristóvão e Neves | 10.09 | Recorde da temporada |
| 4                 | 4     | Keston Bledman   | TTO Trinidad e Tobago     | 10.12 |                      |
| 5                 | 6     | Remontay McClain | USA Estados Unidos        | 10.15 |                      |
| 6                 | 1     | BeeJay Lee       | USA Estados Unidos        | 10.17 |                      |
| 7                 | 8     | Jason Livermore  | JAM Jamaica               | 10.17 |                      |
| 8                 | 2     | Levi Cadogan     | BAR Barbados              | 10.18 |                      |

Legenda
| Recorde mundial                  | Recorde mundial (World record)               |                       | Recorde africano                      | Recorde africano (African) |                                           | Q | Classificado por posição (Qualified) |
| Recorde dos Jogos Pan-Americanos | Recorde pan-americano (Pan-American record)  | Recorde da América    | Recorde da América (Americas)         | q                          | Classificado por melhor tempo (Qualified) |   |                                      |
| Melhor marca do ano              | Melhor marca do ano (World leading)          | Recorde asiático      | Recorde asiático (Asian)              | DNS                        | Não largou (Did not start)                |   |                                      |
| Recorde nacional                 | Recorde nacional (National record)           | Recorde europeu       | Recorde europeu (European)            | DNF                        | Não terminou (Did not finish)             |   |                                      |
| Recorde pessoal                  | Recorde pessoal do atleta (Personal best)    | Recorde da Oceania    | Recorde da Oceania (Oceania)          | DSQ / DQ                   | Desclassificado (Disqualified)            |   |                                      |
| Recorde da temporada             | Recorde da temporada do atleta (Season best) | Recorde sul-americano | Recorde sul-americano (South America) | NM                         | Sem marca (No mark)                       |   |                                      |